# W93
W93 — американська ядерна боєголовка, якою з 2034 року планується замінити боєголовки W76 і W88 на підводних човнах ВМС США. Боєголовка буде перевозитися на нових підводних човнах класу «Колумбія» і використовуватиме новий аероснаряд, корпус Mark 7 «reentry body» (укр. спускний апарат). Боєголовка буде розроблена Національною лабораторією Лос-Аламоса.
Mark 7 RB також буде використовуватися для розміщення нової боєголовки Сполученого Королівства, розробленої паралельно з W93 і спільної з деякими неядерними компонентами.

## Конструкція
Очікується, що боєголовка матиме вдосконалені функції безпеки, такі як нечутливі вибухові речовини. Конструкція базуватиметься на раніше випробуваних ядерних компонентах і не потребуватиме ядерних випробувань.